# Red Dawn (film, 2012)
Red Dawn är en amerikansk actionkrigsfilm från 2012, samt en nyinspelning av filmen Röd gryning från 1984, som hade biopremiär i USA den 21 november samma år. Den är regisserad av Dan Bradley, från ett manus skrivet av Carl Ellsworth och Jeremy Passmore. I rollerna syns bland annat Chris Hemsworth, Josh Peck, Josh Hutcherson, Adrianne Palicki, Isabel Lucas, och Jeffrey Dean Morgan.
Filmen släpptes på DVD i Sverige, av Scanbox Entertainment, den 13 mars 2013.

## Handling
Filmens handling kretsar kring en grupp unga människor, som gör allt vad de kan för att försvara sin hemstad, från en nordkoreansk invasion.

## Rollista (i urval)
| Chris Hemsworth     | – Jed Eckert          |
| Josh Peck           | – Matt Eckert         |
| Josh Hutcherson     | – Robert Kitner       |
| Adrianne Palicki    | – Toni Walsh          |
| Isabel Lucas        | – Erica Martin        |
| Connor Cruise       | – Daryl Jenkins       |
| Alyssa Diaz         | – Julie Goodyear      |
| Brett Cullen        | – Tom Eckert          |
| Edwin Hodge         | – Danny               |
| Will Yun Lee        | – Kapten Cho          |
| Michael Beach       | – Borgmästare Jenkins |
| Matt Gerald         | – Sergeant Hodges     |
| Jeffrey Dean Morgan | – Andrew Tanner       |
| Kenneth Choi        | – Korpral Smith       |

## Soundtrack
Filmens partitur komponerades av Ramin Djawadi. Alla hans komponerade stycken listas här nedanför i turordning:
| Nummer | Titel                                         | Längd |
| ------ | --------------------------------------------- | ----- |
| 1.     | "Red Dawn"                                    | 2:48  |
| 2.     | "Wolverines"                                  | 2:07  |
| 3.     | "Invasion"                                    | 4:14  |
| 4.     | "Execution"                                   | 2:58  |
| 5.     | "I'm Gonna Fight"                             | 3:07  |
| 6.     | "We Need Better Weapons"                      | 2:16  |
| 7.     | "What Do You Miss"                            | 0:58  |
| 8.     | "Victory"                                     | 1:00  |
| 9.     | "Brothers"                                    | 1:25  |
| 10.    | "Counter Insurgency"                          | 3:59  |
| 11.    | "A Terrible Haircut"                          | 1:36  |
| 12.    | "Even A Small Flea Can Drive A Big Dog Crazy" | 2:29  |
| 13.    | "Erica"                                       | 1:36  |
| 14.    | "Surveying The Damage"                        | 1:08  |
| 15.    | "Preparing The Cabin"                         | 1:46  |
| 16.    | "Follow The Wires"                            | 8:23  |
| 17.    | "Daryl's Sacrifice"                           | 2:07  |
| 18.    | "A Marine And His Rifle"                      | 2:46  |
| 19.    | "Jed's Death"                                 | 2:06  |
| 20.    | "Finale"                                      | 2:29  |

Totallängd: 51:18